# Янсон Микола Михайлович
Микола Михайлович Янсон (24 листопада (6 грудня) 1882, Санкт-Петербург — розстріляний 20 червня 1938 Москва) — естонський революціонер, радянський партійний, профспілковий і державний діяч, народний комісар водного транспорту СРСР, народний комісар юстиції Російської РФСР. Член ЦВК СРСР 4—7 скликань. Член Центральної контрольної комісії ВКП(б) у квітні 1923 — січні 1934 року. Член Центральної ревізійної комісії ВКП(б) у лютому 1934 — грудні 1937 року.

## Біографія
Батько Миколи Янсона, Міхкель Янсон, народився на острові Езелі в Ліфляндській губернії (нині острів Сааремаа в Естонії). Микола Янсон народився в Санкт-Петербурзі, де його батько працював теслею.
У 1893 році закінчив три класи чотирикласної церковнопарафіяльної школи в Санкт-Петербурзі. У 1896 році закінчив Кронштадтську портову школу. З липня 1896 по листопад 1900 року — учень, слюсар мінної школи в Кронштадті.
У листопаді 1900 — липні 1905 року — слюсар Невського суднобудівного заводу Санкт-Петербурга.
Член Російської партії соціалістів-революціонерів (есерів) з січня по березень 1905 року. Член РСДРП(б) з квітня 1905 року.
У липні — грудні 1905 року — слюсар Ревельського (Талліннського) заводу «Вольта», член Ревельського комітету РСДРП(б). У листопаді 1905 року — голова Ревельської ради робітничих депутатів.
У грудні 1905 року заарештований, до квітня 1906 року перебував у Ревельській в'язниці. У червні 1906 року засланий в місто Туринськ Тобольської губернії, звідки втік у липні 1906 року.
З липня 1906 по листопад 1907 року вів нелегальну партійну роботу в Санкт-Петербурзі, Ревелі, нараві та польських губерніях.
У листопаді 1907 року виїхав до США. З грудня 1907 по квітень 1917 року — слюсар-інструментальник сталеливарного заводу, гарматного заводу «Бетлехем Стіл», механічного заводу Міллера, заводу механічних підводних човнів у США. З 1909 по 1917 рік — член Американської соціалістичної партії, секретар Соціалістичної федерації естонських робітників.
У червні 1917 року повернувся в Ревель, обраний членом міського комітету РСДРП(б). З вересня 1917 по лютий 1918 року працював товаришем (заступником) голови Ревельської міської управи, членом Північно-Балтійського бюро ЦК РСДРП(б). Брав участь у встановленні Радянської влади в Естляндії.
Після того, як у лютому 1918 року Естонія була захоплена німецькими військами, Янсон був арештований, з березня по квітень 1918 року перебував у Ревельській в'язниці, у квітні 1918 року висланий до РРФСР.
У травні — червні 1918 року — заступник голови Самарської губернської ради профспілок. У червні 1918 року заарештований, до липня 1918 року перебував у Самарській в'язниці.
У липні — жовтні 1918 року — слюсар, член заводського комітету автомобільних майстерень Головного артилерійського управління в Самарі.
У листопаді 1918 — вересні 1919 року — голова Самарської губернської ради профспілок.
У вересні 1919 — серпні 1920 року — голова правління Самарського трубкового заводу.
У серпні 1920 — лютому 1921 року — голова Самарської губернської ради профспілок.
У лютому — травні 1921 року — заступник секретаря Самарського губернського комітету РКП(б).
У травні 1921 — вересні 1922 року — секретар ЦК Спілки металістів у Москві.
Одночасно, з січня 1922 до осені 1922 року — голова Південного бюро ВЦРПС у місті Харкові, голова Ради із постачання при РНК Української СРР.
У вересні 1922 — квітні 1925 року — голова Московського районного комітету ЦК Спілки металістів.
У квітні 1923 — лютому 1932 року — член президії Центральної контрольної комісії РКП(б) (ВКП(б)).
У квітні 1923 — грудні 1927 року — член секретаріату Центральної контрольної комісії РКП(б) (ВКП(б)). З 1925 по 1928 рік — заступник народного комісара робітничо-селянської інспекції СРСР.
У січні 1926 — грудні 1927 року — основний секретар Центральної контрольної комісії ВКП(б).
У грудні 1927 — червні 1930 року — член та секретар партійної колегії Центральної контрольної комісії ВКП(б), керував чищенням партійних рядів від троцькістів та інших представників опозиції.
16 січня 1928 — 6 березня 1931 року — народний комісар юстиції Російської РФСР. Одночасно, 16 січня — жовтень 1928 року — прокурор РРФСР.
4 листопада 1930 — 6 березня 1931 року — заступник голови Ради народних комісарів РРФСР.
30 січня 1931 — 13 березня 1934 року — народний комісар водного транспорту СРСР. 13 березня 1934 — липень 1935 року — заступник народного комісара водного транспорту СРСР із морської частини. Одночасно, з 1931 по 1935 рік — заступник голови центральної ради Союзу товариств сприяння розвитку водного транспорту і охорони життя людей на водних шляхах СРСР.
З жовтня 1935 по грудень 1937 року — заступник начальника Головного управління Північного морського шляху при РНК СРСР.
Обирався делегатом IX, XII-XVI з'їздів РКП(б)/ВКП(б). 
Заарештований 6 грудня 1937 року. Під час слідства допитувався шість разів. Звинувачений в членстві в антирадянській естонській шпигунсько-диверсійній організації. Визнав себе винним. 20 червня 1938 року засуджений ВКВС до смертної кари. Розстріляний того ж дня. Похований на полігоні «Комунарка» біля Москви.
24 грудня 1955 року посмертно реабілітований. 20 січня 1956 року поновлений в членах КПРС.

## Родина
Перша дружина — Берта Юріївна, друга дружина (з 1921) — Петрулевич Лідія Федорівна (Фрідріхівна).

## Нагороди
- орден Червоної Зірки (27.06.1937)